# Travis Zajac
Pour les articles homonymes, voir Zajac.
Travis Zajac (né le 13 mai 1985 à Winnipeg dans le Manitoba au Canada) est un joueur de hockey sur glace professionnel canadien.

## Biographie

### Ses débuts
Travis Zajac est né le 13 mai 1985 à Winnipeg dans le Manitoba de Tom et Patricia Zajac. Il est l'aîné d'une fratrie de quatre enfants ; Darcy (1986), Kelly (1988) et Nolan (1992). Son père a été joueur de hockey sur glace et a joué avec les Pionners de l'Université de Denver de 1973 à 1977.
En 2001-2002, il joua avec les Canadians de St-James dans la Ligue de hockey junior du Manitoba puis dans la Ligue de hockey de la Colombie-Britannique avec les Silverbacks de Salmon Arm la saison suivante, où il récolte 52 points en 59 matchs. En 2002-2003, Zajac produit 112 points et il est le meilleur pointeur des Silverbacks et deuxième dans la ligue derrière Kyle Greentree. Il remporte le trophée Vern Dye remis au meilleur joueur de chaque association ; Kevin Lachance est le vainqueur pour l'association côtière alors que Zajac l'est pour l'association intérieure. L'équipe de Salmon Arm est première dans la ligue avec 85 points à égalité avec les Capitals de Cowichan Valley et remportent à deux le trophée Ron Boileau remis à l'équipe qui produit le plus grand nombre de points. L'équipe perd la finale de la Coupe Fred Page face aux Clippers de Nanaimo.
Lors du repêchage d'entrée de 2004 dans la Ligue nationale de hockey, il est choisi par les Devils du New Jersey en première ronde, vingtième choix au total.
Zajac accepte une bourse d'études à l'Université du Dakota du Nord pour jouer avec le Fighting Sioux de la Western Collegiate Hockey Association dans le championnat universitaire de la National Collegiate Athletic Association. Il finit la saison dans l'équipe d'étoiles des recrues de la WCHA. Le Fighting Sioux passa proche de remporter la finale du Frozen Four lors du tournoi de la NCAA face aux Pionners de Denver par la marque de 4-1.
La saison suivante, Zajac récolte 47 points, un de plus que son coéquipier Drew Stafford qui est le meneur de l'équipe. Il est le meilleur passeur de l'équipe avec 29 réalisations. Lors du tournoi 2006 de la NCAA, l'équipe du Dakota du Nord s'incline en demi-finale du Frozen Four face aux Eagles de Boston College. En avril 2006, Zajac signe son premier contrat avec les Devils et fait ses débuts professionnels avec le club-école de l'équipe : les River Rats d'Albany dans la Ligue américaine de hockey.

### Carrière en club
Le 6 octobre 2006, il fait ses débuts sur une patinoire lors d'une victoire 4 buts à 0 contre les Hurricanes de la Caroline. Le lendemain lors d'une défaite 3 buts à 1, il inscrit son premier but dans la LNH conte les Stars de Dallas.
Le 7 avril 2021, il est échangé avec Kyle Palmieri aux Islanders de New York en retour des attaquants A.J. Greer, Mason Jobst, d'un choix de 1ère ronde en 2021 et d'un choix conditionnel de 4e tour en 2022.
Le 20 septembre 2021, il signe un contrat d'un jour avec les Devils, pour annoncer sa retraite.

### Carrière internationale
Il représente l'équipe du Canada au niveau international.

## Statistiques

### En club
| Saison     | Équipe                           | Ligue      |       | Saison régulière | Saison régulière | Saison régulière | Saison régulière | Saison régulière |    | Séries éliminatoires | Séries éliminatoires | Séries éliminatoires | Séries éliminatoires | Séries éliminatoires |
| Saison     | Équipe                           | Ligue      | PJ    | B                | A                | Pts              | Pun              | PJ               | B  | A                    | Pts                  | Pun                  |                      |                      |
| 2001-2002  | Canadians de St-James            | LHJM       |       |                  |                  |                  |                  |                  |    |                      |                      |                      |                      |                      |
| 2002-2003  | Silverbacks de Salmon Arm        | LHCB       | 59    | 16               | 36               | 52               | 27               | -                | -  | -                    | -                    | -                    |                      |                      |
| 2003-2004  | Silverbacks de Salmon Arm        | LHCB       | 59    | 43               | 69               | 112              | 110              | 14               | 10 | 13                   | 23                   | 10                   |                      |                      |
| 2004-2005  | Fighting Sioux du Dakota du Nord | NCAA       | 43    | 17               | 19               | 36               | 16               | -                | -  | -                    | -                    | -                    |                      |                      |
| 2005-2006  | Fighting Sioux du Dakota du Nord | NCAA       | 46    | 18               | 29               | 47               | 20               | -                | -  | -                    | -                    | -                    |                      |                      |
| 2005-2006  | River Rats d'Albany              | LAH        | 2     | 0                | 1                | 1                | 2                | -                | -  | -                    | -                    | -                    |                      |                      |
| 2006-2007  | Devils du New Jersey             | LNH        | 80    | 17               | 25               | 42               | 16               | 11               | 1  | 4                    | 5                    | 4                    |                      |                      |
| 2007-2008  | Devils du New Jersey             | LNH        | 82    | 14               | 20               | 34               | 31               | 5                | 0  | 1                    | 1                    | 4                    |                      |                      |
| 2008-2009  | Devils du New Jersey             | LNH        | 82    | 20               | 42               | 62               | 29               | 7                | 1  | 3                    | 4                    | 6                    |                      |                      |
| 2009-2010  | Devils du New Jersey             | LNH        | 82    | 25               | 42               | 67               | 24               | 5                | 1  | 1                    | 2                    | 2                    |                      |                      |
| 2010-2011  | Devils du New Jersey             | LNH        | 82    | 13               | 31               | 44               | 24               | -                | -  | -                    | -                    | -                    |                      |                      |
| 2011-2012  | Devils du New Jersey             | LNH        | 15    | 2                | 4                | 6                | 4                | 24               | 7  | 7                    | 14                   | 4                    |                      |                      |
| 2012-2013  | Devils du New Jersey             | LNH        | 48    | 7                | 13               | 20               | 22               | -                | -  | -                    | -                    | -                    |                      |                      |
| 2013-2014  | Devils du New Jersey             | LNH        | 80    | 18               | 30               | 48               | 28               | -                | -  | -                    | -                    | -                    |                      |                      |
| 2014-2015  | Devils du New Jersey             | LNH        | 74    | 11               | 14               | 25               | 29               | -                | -  | -                    | -                    | -                    |                      |                      |
| 2015-2016  | Devils du New Jersey             | LNH        | 74    | 14               | 28               | 42               | 25               | -                | -  | -                    | -                    | -                    |                      |                      |
| 2016-2017  | Devils du New Jersey             | LNH        | 80    | 14               | 31               | 45               | 33               | -                | -  | -                    | -                    | -                    |                      |                      |
| 2017-2018  | Devils du New Jersey             | LNH        | 63    | 12               | 14               | 26               | 25               | 5                | 1  | 1                    | 2                    | 0                    |                      |                      |
| 2018-2019  | Devils du New Jersey             | LNH        | 80    | 19               | 27               | 46               | 20               | -                | -  | -                    | -                    | -                    |                      |                      |
| 2019-2020  | Devils du New Jersey             | LNH        | 69    | 9                | 16               | 25               | 28               | -                | -  | -                    | -                    | -                    |                      |                      |
| 2020-2021  | Devils du New Jersey             | LNH        | 33    | 7                | 11               | 18               | 6                | -                | -  | -                    | -                    | -                    |                      |                      |
| 2020-2021  | Islanders de New York            | LNH        | 13    | 1                | 1                | 2                | 0                | 14               | 1  | 1                    | 2                    | 6                    |                      |                      |
| Totaux LNH | Totaux LNH                       | Totaux LNH | 1 037 | 203              | 349              | 552              | 344              | 71               | 12 | 18                   | 30                   | 26                   |                      |                      |

### En équipe nationale
| Année | Équipe | Compétition          |   | PJ | B | A | Pts | Pun | +/-               |  | Résultat |
| 2009  | Canada | Championnat du monde | 5 | 0  | 0 | 0 | 2   | +1  | Médaille d'argent |  |          |
| 2011  | Canada | Championnat du monde | 7 | 1  | 2 | 3 | 2   | 0   | Cinquième place   |  |          |